# 516 (szám)
Az 516 (római számmal: DXVI) egy természetes szám.

## A szám a matematikában
A tízes számrendszerbeli 516-os a kettes számrendszerben 1000000100, a nyolcas számrendszerben 1004, a tizenhatos számrendszerben 204 alakban írható fel.
Az 516 páros szám, összetett szám, kanonikus alakban a 22 · 31 · 431 szorzattal, normálalakban az 5,16 · 102 szorzattal írható fel. Tizenkettő osztója van a természetes számok halmazán, ezek növekvő sorrendben: 1, 2, 3, 4, 6, 12, 43, 86, 129, 172, 258 és 516.
Érinthetetlen szám: nem áll elő pozitív egész számok valódiosztóösszeg-függvényeként.
Az 516 négyzete 266 256, köbe 137 388 096, négyzetgyöke 22,71563, köbgyöke 8,02078, reciproka 0,0019380. Az 516 egység sugarú kör kerülete 3242,12362 egység, területe 836 467,89357 területegység; az 516 egység sugarú gömb térfogata 575 489 910,8 térfogategység.